# Winkel in der bernoullischen Lemniskate

Winkel an der Lemniskate von Bernoulli

Auf den Mathematiker Gerhard Christoph Hermann Vechtmann geht eine Winkelbeziehung in der bernoullischen Lemniskate zurück, welche dem italienischen Mathematikhistoriker Gino Loria zufolge als sehr bemerkenswert anzusehen ist. Vechtmann hat diese in seiner Dissertation im Jahre 1843 vorgestellt.

## Anmerkungen

Bild 1: Konstruktion der Tangente durch Punkt
Verbinde Punkt mit und bestimme mittels beliebigem Kreisbogen um, gleichem Kreisbogen um und doppeltem Abstand. Die Normale zur Lemniskate schneidet in Die abschließende Tangente ist eine Senkrechte zu.

Bild 2: Lemniskate von Bernoulli
Wie das Beispiel zeigt, ist bei gegebener Winkelweite die Winkelweite am Scheitel ungleich.

## Darstellung der Winkelbeziehung
Sie lässt sich angeben wie folgt:
Gegeben sei in der euklidischen Ebene eine bernoullische Lemniskate {\displaystyle {\mathfrak {L}}} mit den beiden definierenden Brennpunkten {\displaystyle F_{1}} und {\displaystyle F_{2}} und dem Zentrum {\displaystyle O}.
Weiter gegeben sei ein Punkt {\displaystyle P\in {\mathfrak {L}}}, der nicht auf der Verbindungsgeraden {\displaystyle g} durch {\displaystyle F_{1}} und {\displaystyle F_{2}} gelegen sei.
Die Normale {\displaystyle n_{P}} zu {\displaystyle {\mathfrak {L}}} im Punkte {\displaystyle P} schneide {\displaystyle g} in dem Punkt {\displaystyle R}.
Dann gilt:
Der beim Punkt {\displaystyle R} am Dreieck {\displaystyle POR} anliegende Außenwinkel ist dreimal so groß wie der beim Zentrum {\displaystyle O} gelegene Innenwinkel.

## Beweis nach Loria
Der von Loria gegebene Beweis beruht wesentlich auf den beiden Gleichungen der Lemniskate und auf den Additionstheoremen für Vielfachwinkel von Sinus und Kosinus und geht wie folgt:
Es wird die Normalform der Lemniskate als gegeben angenommen, bei der die Gerade {\displaystyle g} mit der Abszissenachse zusammenfällt und das Zentrum mit dem Koordinatenursprung.
Die definierende Gleichung von {\displaystyle {\mathfrak {L}}} in kartesischen Koordinaten lässt sich dann schreiben als
(I) {\displaystyle (x^{2}+y^{2})^{2}-2a^{2}(x^{2}-y^{2})=0}
und die in Polarkoordinaten in der Form
(II) {\displaystyle r^{2}=2a^{2}\cos(2\alpha )}
mit {\displaystyle \alpha } als Polarwinkel und {\displaystyle r={\sqrt {x^{2}+y^{2}}}} als Abstand zum Koordinatenursprung.
Aus Symmetriegründen genügt es, den Satz für denjenigen Teil der Lemniskate, welcher im ersten Quadranten gelegen ist, also für {\displaystyle x\geq y>0} und {\displaystyle r>0\;,\;0<\alpha <{\frac {\pi }{4}}} zu zeigen, und es ist weiterhin ausreichend, den Nachweis der behaupteten Gleichung allein zu führen für {\displaystyle \alpha \neq {\frac {\pi }{6}}}  , also unter Ausschluss des dortigen Hochpunktes, bei dem die Tangente an die Lemniskate parallel und die zugehörige Normale senkrecht zur Abszissenachse verlaufen. Denn für diesen Ausnahmefall folgt die Gleichung dann aus Stetigkeitsgründen.
Es sei nun besagter Außenwinkel mit {\displaystyle \psi } bezeichnet.
Indem man in Rechnung stellt, dass einerseits im ersten Quadranten besagter Zentrumswinkel und der Polarwinkel des Punktes bei der Darstellung in Polarkoordinaten zusammenfallen und dass andererseits die reelle Tangensfunktion im punktierten Intervall {\displaystyle ]0\;,\;\pi [\setminus \{{\frac {\pi }{2}}\}} injektiv ist, sieht man, dass allein die Gleichung
{\displaystyle \tan(\psi )=\tan(3\alpha )}
zu zeigen ist.
Der Beweis dieser Gleichung verläuft nun in mehreren Rechenschritten:
Zunächst erhält man vermöge impliziter Differentiation aus (I)
{\displaystyle (x^{2}+y^{2})(x+yy^{'})-a^{2}(x-yy^{'})=0}
und daraus
{\displaystyle y^{'}={\frac {a^{2}-(x^{2}+y^{2})}{a^{2}+(x^{2}+y^{2})}}\cdot {\frac {x}{y}}}  .
Nun ist
{\displaystyle \tan(\psi )=-{\frac {1}{y^{'}}}}
und wegen {\displaystyle r^{2}=x^{2}+y^{2}} und {\displaystyle {\frac {y}{x}}={\frac {\sin \alpha }{\cos \alpha }}} ergibt sich dann die Gleichung
{\displaystyle \tan(\psi )=-{\frac {a^{2}+r^{2}}{a^{2}-r^{2}}}\cdot {\frac {\sin \alpha }{\cos \alpha }}}  .
und wegen (II) weiter
{\displaystyle \tan(\psi )=-{\frac {a^{2}+2a^{2}\cos(2\alpha )}{a^{2}-2a^{2}\cos(2\alpha )}}\cdot {\frac {\sin \alpha }{\cos \alpha }}=-{\frac {1+2\cos(2\alpha )}{1-2\cos(2\alpha )}}\cdot {\frac {\sin \alpha }{\cos \alpha }}={\frac {1+2\cos(2\alpha )}{2\cos(2\alpha )-1}}\cdot {\frac {\sin \alpha }{\cos \alpha }}}  .
Da man zugleich {\displaystyle \cos(2\alpha )=1-2{\sin }^{2}(\alpha )=2{\cos }^{2}(\alpha )-1} hat, folgt weiter
{\displaystyle \tan(\psi )={\frac {3-4{\sin }^{2}(\alpha )}{4{\cos }^{2}(\alpha )-3}}\cdot {\frac {\sin \alpha }{\cos \alpha }}={\frac {3\sin \alpha -4{\sin }^{3}(\alpha )}{4{\cos }^{3}(\alpha )-3\cos \alpha }}}  .
Schließlich ist dann wegen der erwähnten Vielfachwinkelgleichungen
{\displaystyle \tan(\psi )={\frac {\sin(3\alpha )}{\cos(3\alpha )}}=\tan(3\alpha )}
und alles ist gezeigt.